# La solitudine (album)
Pour les articles homonymes, voir La solitudine.
Albums de Léo Ferré
La Chanson du mal-aimé
(1972) Il n'y a plus rien
(1973)
La solitudine est le premier album de Léo Ferré à ne pas être chanté en langue française. Il s'agit d'une compilation de certains titres emblématiques récents, interprétés en italien sur les bandes-orchestre des musiques existantes. Cet album, destiné au marché italien, est publié en 1972. 
Ferré réalisera un deuxième album en italien quelques années plus tard, intitulé La musica mi prende come l'amore.

## Historique
En 2007, l'album a été (ré)édité en CD sous le titre Léo Ferré in italiano ; l'ordre des titres est différent de celui du vinyle original.

## Titres
Textes et musiques sont de Léo Ferré, sauf indication contraire.
Les titres marqués d'un astérisque ont été traduits en italien par un traducteur non identifié à ce jour. Toutes les autres traductions sont dues à Enrico Médail.
L'édition CD et digitale 2013 de cet album propose 5 titres supplémentaires (pistes 10 à 14), uniquement sortis en 45 tours, ainsi que quatre versions italiennes entièrement inédites (pistes 15 à 18).
| No  | Titre                                               | Auteur        | Durée |
| --- | --------------------------------------------------- | ------------- | ----- |
| 1.  | I Pop (Les Pop)                                     |               | 5:02  |
| 2.  | Piccina (Petite)                                    |               | 4:16  |
| 3.  | Pepee (Pépée)                                       |               | 4:27  |
| 4.  | La Solitudine (La Solitude)                         |               | 5:26  |
| 5.  | Niente piu (C'est extra)                            |               | 3:45  |
| 6.  | Gli Anarchici (Les Anarchistes)                     |               | 3:07  |
| 7.  | Il tuo stile (Ton style)                            |               | 3:31  |
| 8.  | Tu non dici mai niente (Tu ne dis jamais rien)      |               | 5:51  |
| 9.  | Col tempo (Avec le temps)                           |               | 4:25  |
| 10. | Verrà la morte                                      | Cesare Pavese | 2:01  |
| 11. | L'Uomo solo                                         | Cesare Pavese | 2:40  |
| 12. | La Solitudine (variations)                          |               | 3:25  |
| 13. | T'amavo tanto sai... (Je t'aimais bien, tu sais...) |               | 5:07  |
| 14. | Alla scuola de la poesia (Préface)                  |               | 3:24  |
| 15. | É la fine * (C'est extra - traduction alternative)  |               | 3:47  |
| 16. | La Solitudine (variations) (prise alternative)      |               | 3:38  |
| 17. | I Poeti * (Les Poètes)                              |               | 2:50  |
| 18. | La Notte * (La Nuit)                                |               | 4:15  |

## Production
- Traductions : X (pistes 15, 17, 18), Enrico Médail
- Arrangements et direction musicale : Jean-Michel Defaye (pistes 2, 3, 5, 6, 9-11, 15, 17, 18), Léo Ferré (pistes 7 & 8)
- Arrangements : Zoo (piste 1), Léo Ferré & Zoo (pistes 4, 12, 16)
- Prise de son : Gerhard Lehner (pistes 2, 3, 5, 6, 9-11, 15, 17, 18), Claude Achallé (pistes 1, 4, 7, 8, 12, 16), X (pistes 13, 14)
- Supervision : Richard Marsan
- Crédits visuels : Geneviève Vanhaecke (photo de couverture), Serge Arnoux (dessin verso pochette)
- Texte pochette originale : Giovanni Testori